# Anablysis mimetica
Anablysis mimetica är en insektsart som beskrevs av Marius Descamps 1979. Anablysis mimetica ingår i släktet Anablysis och familjen gräshoppor. Inga underarter finns listade i Catalogue of Life.